# Serie A 1993 (Ecuador)
La Serie A 1993 è stata la 35ª edizione della massima serie del campionato di calcio dell'Ecuador, ed è stata vinta dall'Emelec, giunto al suo settimo titolo.

## Formula
I 12 partecipanti disputano la prima fase in due gironi all'italiana; le prime due d'ogni gruppo si qualificano alla fase finale. La seconda fase ricalca l'andamento della prima; la fase finale è un girone da 8, il cui vincitore si aggiudica il titolo di campione d'Ecuador.

## Prima fase

### Gruppo 1
|  | Pos. | Squadra            | Pt | G  | V | N | P | GF | GS | DR  |
|  | ---- | ------------------ | -- | -- | - | - | - | -- | -- | --- |
|  | 1.   | Emelec             | 14 | 10 | 6 | 2 | 2 | 20 | 7  | +13 |
|  | 1.   | Delfín             | 14 | 10 | 6 | 2 | 2 | 12 | 7  | +5  |
|  | 3.   | El Nacional        | 11 | 10 | 5 | 1 | 4 | 12 | 8  | +4  |
|  | 4.   | LDU Quito          | 9  | 10 | 2 | 5 | 3 | 13 | 16 | -3  |
|  | 5.   | Téc. Universitario | 7  | 10 | 2 | 3 | 5 | 10 | 16 | -6  |
|  | 6.   | Valdez             | 5  | 10 | 1 | 3 | 6 | 7  | 20 | -13 |

### Gruppo 2
|  | Pos. | Squadra          | Pt | G  | V | N | P | GF | GS | DR  |
|  | ---- | ---------------- | -- | -- | - | - | - | -- | -- | --- |
|  | 1.   | Barcelona SC     | 16 | 10 | 7 | 2 | 1 | 24 | 12 | +12 |
|  | 2.   | Green Cross      | 12 | 10 | 4 | 4 | 2 | 10 | 10 | 0   |
|  | 3.   | Deportivo Quito  | 9  | 10 | 3 | 3 | 4 | 13 | 11 | +2  |
|  | 4.   | Aucas            | 8  | 10 | 2 | 4 | 4 | 12 | 13 | -1  |
|  | 4.   | Santos El Guabo  | 8  | 10 | 2 | 4 | 4 | 13 | 19 | -6  |
|  | 6.   | Deportivo Cuenca | 7  | 10 | 1 | 5 | 4 | 7  | 14 | -7  |

## Seconda fase

### Gruppo 1
|  | Pos. | Squadra          | Pt | G  | V | N | P | GF | GS | DR  |
|  | ---- | ---------------- | -- | -- | - | - | - | -- | -- | --- |
|  | 1.   | Deportivo Cuenca | 14 | 10 | 5 | 4 | 1 | 12 | 6  | +6  |
|  | 2.   | LDU Quito        | 12 | 10 | 5 | 2 | 3 | 18 | 14 | +4  |
|  | 3.   | Emelec           | 11 | 10 | 3 | 5 | 2 | 11 | 9  | +2  |
|  | 4.   | El Nacional      | 9  | 10 | 4 | 1 | 5 | 12 | 10 | +2  |
|  | 4.   | Delfín           | 9  | 10 | 3 | 3 | 4 | 14 | 16 | -2  |
|  | 6.   | Santos El Guabo  | 5  | 10 | 1 | 3 | 6 | 5  | 17 | -12 |

Santos retrocesso per peggior risultato complessivo tra prima e seconda fase.

### Gruppo 2
|  | Pos. | Squadra            | Pt | G  | V | N | P | GF | GS | DR |
|  | ---- | ------------------ | -- | -- | - | - | - | -- | -- | -- |
|  | 1.   | Barcelona SC       | 13 | 10 | 5 | 3 | 2 | 21 | 12 | +9 |
|  | 2.   | Valdez             | 12 | 10 | 5 | 2 | 3 | 15 | 11 | +4 |
|  | 2.   | Aucas              | 12 | 10 | 4 | 4 | 2 | 13 | 19 | -6 |
|  | 4.   | Deportivo Quito    | 10 | 10 | 3 | 4 | 3 | 16 | 16 | 0  |
|  | 5.   | Green Cross        | 7  | 10 | 3 | 1 | 6 | 8  | 16 | -8 |
|  | 6.   | Téc. Universitario | 6  | 10 | 2 | 2 | 6 | 8  | 17 | -9 |

## Fase finale
|                    | Pos. | Squadra          | Pt | G  | V | N | P | GF | GS | DR  |
| ------------------ | ---- | ---------------- | -- | -- | - | - | - | -- | -- | --- |
| Ecuador (bandiera) | 1.   | Emelec           | 19 | 14 | 9 | 1 | 4 | 27 | 9  | +18 |
|                    | 2.   | Barcelona SC     | 18 | 14 | 8 | 2 | 4 | 20 | 10 | +10 |
|                    | 2.   | El Nacional      | 18 | 14 | 8 | 2 | 4 | 22 | 13 | +9  |
|                    | 4.   | Green Cross      | 13 | 14 | 5 | 3 | 6 | 20 | 21 | -1  |
|                    | 4.   | Delfín           | 13 | 14 | 6 | 1 | 7 | 21 | 27 | -6  |
|                    | 4.   | Deportivo Cuenca | 13 | 14 | 5 | 3 | 6 | 14 | 23 | -9  |
|                    | 7.   | LDU Quito        | 11 | 14 | 4 | 3 | 7 | 19 | 24 | -5  |
|                    | 8.   | Deportivo Quito  | 7  | 14 | 2 | 3 | 9 | 13 | 29 | -16 |

### Spareggio per la Libertadores

#### Andata
| Quito 19 dicembre 1993                     | El Nacional | 1 – 0 referto | Barcelona | Estadio Olímpico Atahualpa |
| \| \| \| \| \| Garay 9’ \| Marcatori \| \| |             |               |           |                            |
|                                            |             |               |           |                            |
| Garay 9’                                   | Marcatori   |               |           |                            |

#### Ritorno
| Guayaquil 22 dicembre 1993                                                              | Barcelona | 3 – 1 referto       | El Nacional | Estadio Monumental Isidro Romero Carbo |
| \| \| \| \| \| Muñoz 10’ (rig.), 47’, 57’ (rig.) \| Marcatori \| 65’ (rig.) Guerrero \| |           |                     |             |                                        |
|                                                                                         |           |                     |             |                                        |
| Muñoz 10’ (rig.), 47’, 57’ (rig.)                                                       | Marcatori | 65’ (rig.) Guerrero |             |                                        |

### Girone per la Coppa CONMEBOL
|  | Pos. | Squadra          | Pt | G | V | N | P | GF | GS | DR |
|  | ---- | ---------------- | -- | - | - | - | - | -- | -- | -- |
|  | 1.   | Green Cross      | 7  | 4 | 3 | 1 | 0 | 10 | 4  | +6 |
|  | 2.   | Deportivo Cuenca | 4  | 4 | 1 | 1 | 2 | 7  | 7  | 0  |
|  | 2.   | Delfín           | 2  | 4 | 0 | 2 | 2 | 5  | 11 | -6 |

## Verdetti
- Emelec campione nazionale
- Emelec e Barcelona in Coppa Libertadores 1994
- El Nacional e Green Cross in Coppa CONMEBOL 1994.
- Santos retrocesso.

## Classifica marcatori
| Gol |  |  | Giocatore             | Squadra          |
| --- |  |  | --------------------- | ---------------- |
| 18  |  |  | Diego Herrera         | LDU Quito        |
| 15  |  |  | Carlos Antonio Muñoz  | Barcelona SC     |
| 14  |  |  | Roberto Oste          | Emelec           |
| 13  |  |  | Agustín Delgado       | Barcelona SC     |
| 12  |  |  | Sergio Décima         | Deportivo Cuenca |
| 11  |  |  | Miguel Ángel Tzitzios | Green Cross      |